# Thaumalea gillespieae
Thaumalea gillespieae är en tvåvingeart som beskrevs av Arnaud och Boussy 1994. Thaumalea gillespieae ingår i släktet Thaumalea och familjen mätarmyggor.
Artens utbredningsområde är Oregon. Inga underarter finns listade i Catalogue of Life.